# 지지대 더비
지지대 더비의 어원은 FC 서울의 안양 LG 치타스 시절 수원 삼성 블루윙즈와의 더비 매치 명칭이었다.
그러나 실제 1996년과 2003년 안양 LG와 수원 삼성의 라이벌전이 벌어지던 당시에는 지지대 더비라는 용어는 사용되지 않았고 후대 과거 안양 LG 치타스와 수원 삼성과의 라이벌전을 지칭하는 더비 명칭으로 축구팬이 작명한 것을 언론과 방송에서 사용하면서 굳어졌다.
현재 지지대 더비는 그 의미가 확장되어 본래의 의미인 슈퍼매치 전신 더비 명칭 이외에 다음과 같이 사용되고 있다.
- 슈퍼매치 - FC 서울과 수원 삼성 블루윙즈의 더비인 슈퍼매치의 공식적인 전신 더비의 명칭이다. 즉 FC 서울의 안양 LG 치타스 시절 수원 삼성 블루윙즈와의 더비를 후대에 지지대 더비라는 명칭을 붙이면서 구분하였다.
- 오리지널 클라시코 - 수원 삼성 블루윙즈와 FC 안양의 더비의 다른 명칭
- 미니 지지대 더비 - 수원 FC와 FC 안양의 더비의 명칭